# Amphitretus pelagicus
Amphitretus pelagicus är en bläckfiskart som beskrevs av William Evans Hoyle 1885. Amphitretus pelagicus ingår i släktet Amphitretus och familjen Amphitretidae.

## Underarter
Arten delas in i följande underarter:
- A. p. pelagicus
- A. p. thielei

## Bildgalleri

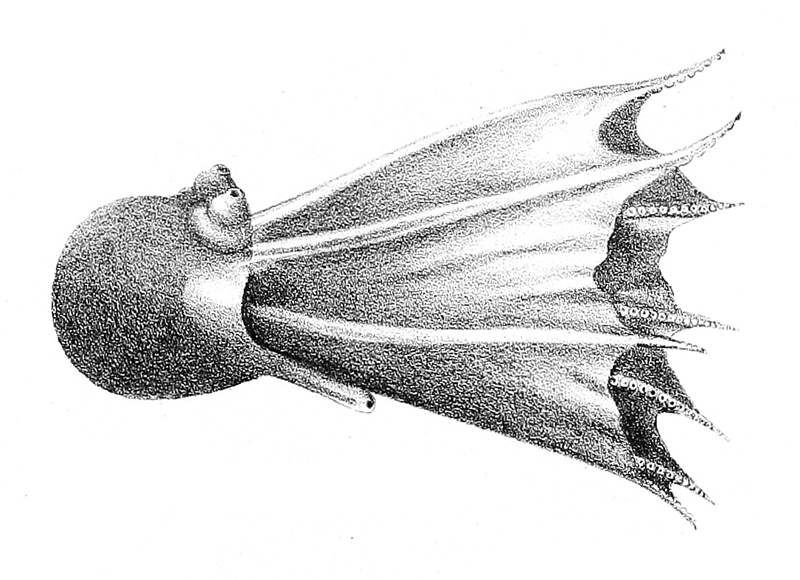